# Associació d'Editors del País Valencià
L'Associació d'Editorials del País Valencià fou fundada el 5 de setembre de 1990 i agrupa a més de cinquanta editorials valencianes. La seua activitat està centrada en: la defensa, promoció i difusió de l'edició de llibres i publicacions, parant especial esment i dedicació a les publicacions en valencià; la representació, gestió, foment i defensa dels interessos comuns de les editorials associades; la interlocució davant dels poders públics en assumptes que puguen afectar el sector; la informació, la formació, l'assessorament i la prestació de serveis als seus membres. I tot, per promoure el desenvolupament i el progrés de les empreses associades.

## Activitats[2]
El programa d'activitats de l'AEPV implica la relació directa amb les institucions públiques i els mitjans de comunicació i la col·laboració directa amb altres associacions professionals del sector del llibre.
Les seues àrees d'actuació són:
- Promoció del llibre i la lectura: Elaboració de l'Enquesta d'Hàbits de lectura i Compra de llibres.
- Comerç interior del llibre: Participació en fires del llibre locals i d'hàbit estatal i elaboració de l'Estudi de Comerç Interior del Llibre
- Promoció exterior del llibre: participació en fires internacionals
- Formació i noves tecnologies: programes de formació, assistència a encontres i congressos, i implantació

de noves tecnologies
- Serveis de suport i informació: informació i comunicació